# Necropoli di Sasso Pinzuto
La Necropoli di Sasso Pinzuto è una necropoli etrusca, con sepolcri datati tra la metà del VII e il V secolo a.C., che si trova a Tuscania in provincia di Viterbo.

## Descrizione
La necropoli, originariamente molto estesa, che deve il nome a una grande pietra naturale, si sviluppava lungo la strada etrusca che successivamente diventò la romana via Clodia.   I sepolcri, la gran parte dei quali a camera, a lungo saccheggiati, sono stati indagati sistematicamente in funzione di messa in sicurezza, a partire dagli anni 60. 